# Федеріко Серра
Федеріко Еміліо Серра (італ. Federico Emilio Serra; нар. 28 травня 1994, Сассарі) — італійський боксер, призер чемпіонатів Європи серед аматорів.

## Аматорська кар'єра
На чемпіонаті Європи 2017 в категорії до 49 кг Федеріко Серра програв у другому бою Самуелю Кармона (Іспанія), а на чемпіонаті світу 2017 — у першому бою Аміту Пангал (Індія).
2017 року входив до складу команди Italia Thunder у Світовій серії боксу 2017.
На Європейських іграх 2019 завоював бронзову медаль.
- В 1/8 фіналу переміг Тінко Банабакова (Болгарія) — 5-0
- У чвертьфіналі переміг Руфата Гусейнова (Азербайджан) — 5-0
- У півфіналі програв Сахілу Алахвердові (Грузія) — 2-3

На чемпіонаті світу 2021 в категорії до 51 кг програв у другому бою Роско Гілл (США).
На чемпіонаті Європи 2022 завоював бронзову медаль.
- В 1/8 фіналу переміг Рамазана Деміра (Туреччина) — 5-0
- У чвертьфіналі переміг Нодарі Дарбаїдзе (Грузія) — 5-0
- У півфіналі програв Кіарану Макдональд (Англія) — 2-3

На Європейських іграх 2023 завоював бронзову медаль.
- В 1/8 фіналу переміг Рудольфа Гарбояна (Вірменія) — 5-0
- В 1/4 фіналу переміг Аттілу Берната (Угорщина) — 5-0
- У півфіналі програв Самету Гумушу (Туреччина) — 1-4